# ويليم جانسين (لاعب كرة قدم)
ويليم جانسين (بالهولندية: Willem Janssen)‏ هو لاعب كرة قدم هولندي، ولد في 11 يونيو 1880 في Lonneker ‏ في هولندا، وتوفي في 8 سبتمبر 1976. شارك مع منتخب هولندا لكرة القدم.